# Feltiella agraensis
Feltiella agraensis är en tvåvingeart som först beskrevs av Rao 1957.  Feltiella agraensis ingår i släktet Feltiella och familjen gallmyggor. Inga underarter finns listade i Catalogue of Life.